# Enlightenment
Az Enlightenment (ismert még csak egyszerűen E-ként) egy ingyenes, nyílt forráskódú ablakkezelő az X ablakkezelő számára, amely önmagában is és más ablakkezelőkkel (mint például a GNOME vagy a KDE) is használható. Szolgáltatásokban gazdag, beleértve a sokféle téma és fejlett grafikák támogatását anélkül, hogy nagyobb erőforrásokat venne igénybe.
A szoftver utolsó stabil verzióját 2013. január 31-én adták ki; ez az E17 0.17.1. Az E17 első stabil változatát 2012 decemberében mutatták be (a fejlesztési fázisban ez a DR17 volt, amit teljesen átírtak a DR16-hoz képest azért, hogy szélesebb körben terjedjen el).

## Története
Az Enlightenment első verzióját Raster (Carsten Haitzler) jelentette meg 1996. október 30-án.

## A 0.17-es verzió jellemzői

Grafikus felhasználói felület réteges sémája

- Témák teljes körű változtathatósága mind a menüben, mind a parancssorban.
- Modulokból felépülő kinézet. Ezek lehetnek külső vagy beépített modulok is, mint például:
  - 'iBar' és 'engage', két animált alkalmazásindító
  - Asztali jegyzetek
  - Óra (analóg vagy digitális)
  - 'evolume', egy ALSA kompatibilis keverő
  - Akkumulátorszint-jelző, processzorsebesség és hőmérséklet kijelzők
- Animált, interaktív asztalhátterek, menüelemek, iBar elemek és kiegészítők az asztalhoz.
- Nemzetközi nyelvek támogatása

## Fejlesztők

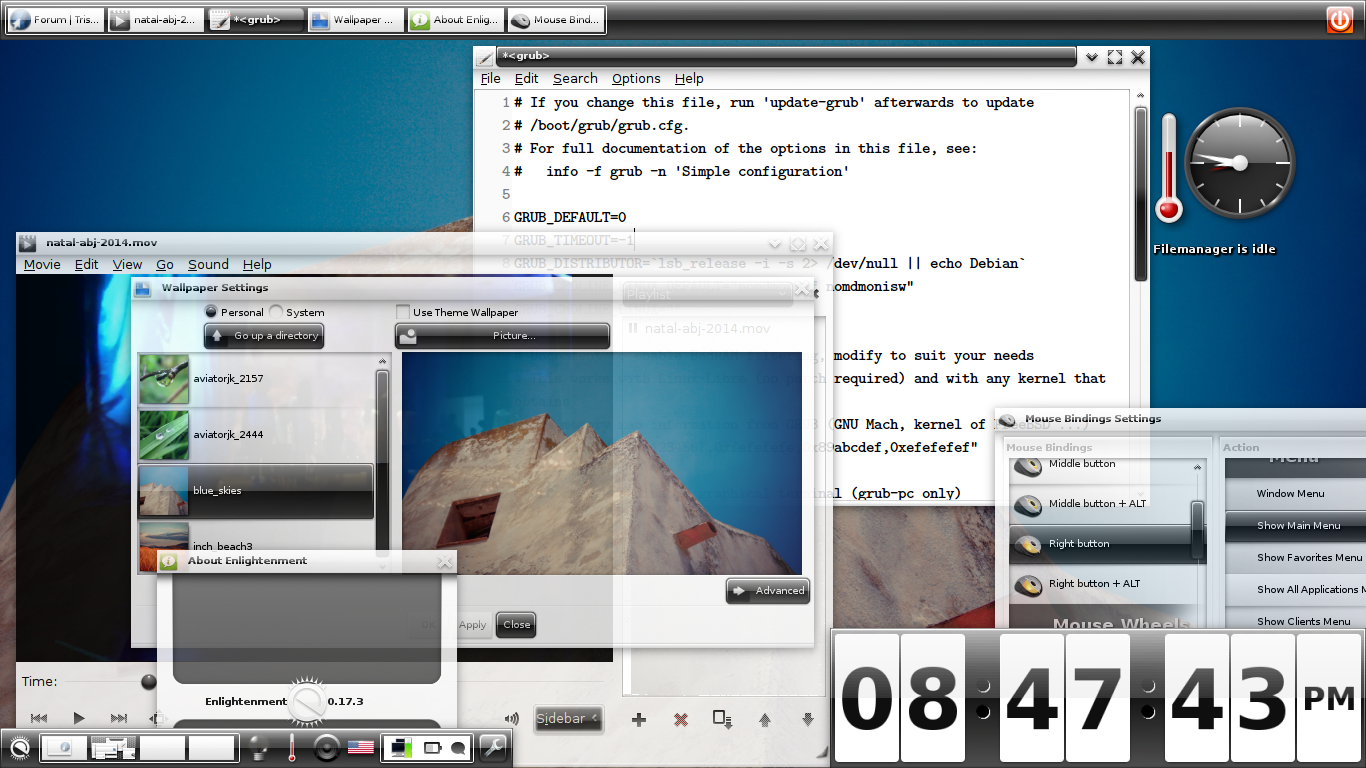
Enlightenment E17

### Legfontosabb fejlesztők
- Carsten "Rasterman" Haitzler
- Corey "Atmos" Donohoe
- Ibukun "xcomp" Olumuyiwa
- Kim "kwo" Woelders – E16 maintainer
- Andrew "HandyAndE" Williams
- Hisham "CodeWarrior" Mardam Bey

### Visszavonult fejlesztő
- Geoff "Mandrake" Harrison